# Le Pin-au-Haras
Le Pin-au-Haras (lə pɛ̃.o.a.ʁaⓘ) es una población y comuna francesa, situada en la región de Baja Normandía, departamento de Orne, en el distrito de Argentan y cantón de Exmes.

## Demografía
| 462 | 443 | 415 | 440 | 415 | 366 |
| Para los censos de 1962 a 1999 la población legal corresponde a la población sin duplicidades (Fuente: INSEE [Consultar]) |     |     |     |     |     |